# Голливуд (телесериал)
«Голливуд» (англ. «Hollywood») — британский документальный сериал 1980 года режиссёров Кевина Браунлоу и Дэвида Гилла. Сериал рассказывает об эпохе немого кино в Америке, начиная со времён зарождения кинематографа в конце XIX века и заканчивая началом 1930-х годов.

## Обзор
Сериал состоит из 13-ти 52-минутных серий. В каждой серии идёт рассказ о каком-либо аспекте истории Голливуда. Авторский текст читает актёр Джеймс Мэйсон, музыкальное сопровождение написано композитором Карлом Дэвисом.
В сериале важное место уделено технической стороне. Ведь ранее немые фильмы часто транслировались по телевидению в некачественных копиях, шли не на той скорости и сопровождались фортепианной музыкой. Авторы же сериала очень скрупулезно подошли к своей работе. В фильме использованы наилучшие доступные на тот момент киноматериалы, они показаны на оригинальной скорости и с оркестровой партитурой, тем самым давая зрителям возможность увидеть, как немые фильмы первоначально выглядели и звучали тогда в кинотеатрах.
Помимо большого количества немых лент в фильме присутствует много различных фотографий того времени. Авторы также пригласили живых свидетелей той эпохи. Некоторые из этих интервью примечательна ещё и тем, что оказались последними для некоторых из участников съёмок.
В фильме приняли участие: актёры — Мэри Астор, Элинор Бордман, Луиза Брукс, Олайв Кэри, Айрон Айс Коуди, Джеки Куган, Долорес Костелло, Виола Дана, Дуглас Фэрбенкс мл., Джанет Гейнор, Леатрис Джой, Лиллиан Гиш, Бесси Лав, Бен Лион, Мэрион Мак, Тим МакКой, Коллин Мур, Чарльз Роджерс, Глория Свенсон, Бланш Свит, Джон Уэйн, Лоис Уилсон, режиссёры — Дороти Арзнер, Кларенс Браун, Карл Браун, Фрэнк Капра, Джордж Кьюкор, Аллан Двон, Байрон Хэскин, Генри Хэтэуэй, Генри Кинг, Льюис Майлстоун, Хэл Роуч, Альберт С. Рогелл, Кинг Видор, Уильям Уайлер.
Также были проинтервьюированы: хореограф Агнес де Милль, сценарист Анита Лус, сценарист Адела Роджерс Ст. Джонс, пресс-агент и сценарист Седрик Белфрадж, органист Гэйлорд Картер, операторы Джордж Дж. Фолси, Ли Гармс и Пол Ивано, сценарист Джесси Ласки мл., художники по спецэффектам А. Арнольд Гиллеспи и Луис Маунтбеттен, агент Пол Кохнер, продюсер и сценарист Сэмюэл Маркс, монтажёры Уильям Хорнбек и Грант Уайток, ассистент режиссёра Р. Л. Хаф, каскадёры Боб Роуз, Якима Канутт, Пол Малверн и Харви Парри, а также Альберт Валентино (брат Рудольфа Валентино) и английский сценограф Лоуренс Ирвинг.

## Описание серий
- 1. «Пионеры» (англ. «The Pioneers»). Здесь речь пойдёт об эволюции фильма от простых движущихся картинок в кинетоскопе на ярмарке до первых полноценных художественных кинопроизведений — «Большое ограбление поезда» (1903), где представлены все последние технические приёмы того времени и «Рождение нации» (1915), когда кино становится мощным средством массовой информации. Показаны первые попытки сделать кино цветным.
- 2. «В начале» (англ. «In the Beginning»). О том как тихая деревня Голливуд в Калифорнии превращается в центр киноиндустрии. Немое кино выходит за пределы государственных границ и становится всемирным явлением.
- 3. «Односпальные кровати и двойные стандарты» (англ. «Single Beds and Double Standards»). Первые скандалы связанные с голливудскими звёздами. Самый громкий из которых — скандал связанный с обвинением комика Роско Арбакла в убийстве, а затем его полное оправдание. Вашингтон отправляет надзирать за моралью в Голливуде политика-республиканца Уильяма Хейса (англ. Will H. Hays). Хейс вводит этический кодекс для производителей фильмов, так называемый «Кодекс Хейса» (действовал вплоть до 1967 года). Приводятся примеры того, как режиссёры, не нарушая кодекс, снимали то, что считали нужным.
- 4. «Голливуд идёт на войну» (англ. «Hollywood Goes To War»). Первая мировая война стала источником новых сюжетов для Голливуда. Однако снимать войну непосредственно на войне было неинтересно, поскольку она оказалась не кинематографична и на ней не было пафоса и бравады прошлых войн. В это же время кино становится мощным оружием пропаганды. Именно в послевоенные годы, когда Европа лежала в руинах голливудское кино окончательно завоёвывает мир. Уже в мирное время выходит несколько качественных фильмов по теме Мировой войны, это «Большой парад» (1925) и «Крылья» (1927).
- 5. «Игра с риском» (англ. «Hazard of the Game»). Немое кино часто помнят именно за опасные трюки. Эти трюки всегда выполняли каскадёры, которые получали небольшую зарплату и о которых, обычный зритель вообще не подозревал. Каскадеры той эпохи рассказывают истории со съёмок и раскрывают секреты некоторых трюков.
- 6. «Свенсон и Валентино» (англ. «Swanson and Valentino»). Серия о двух величайших романтических легендах немого кино. Экранный образ Рудольфа Валентино значительно отличался от его реальной жизни по воспоминаниям его брата Альберта, а Глория Свенсон вспоминает про свой стремительный взлёт и падение.
- 7. «Диктаторы» (англ. «The Autocrats»). Два крупнейших режиссёра Голливуда — Сесил Блаунт Демилль и Эрих фон Штрогейм, одновременно были и ужасными деспотами. Один работал в рамках и по законам студийной системы, другой боролся с ней.
- 8. «Комедия — серьёзное дело» (англ. «Comedy – A Serious Business»). Немое кино быстро научилось смешить людей. Жанр комедии тогда был королём. Эта эпоха дала четырёх великих комиков — Гарольд Ллойд, Бастер Китон, Харри Лэнгдон и Чарли Чаплин. То, что начиналось как комедия затрещин со временем достигло вершин высокой комедии.
- 9. «На Диком Западе» (англ. «Out West»). В эпоху немого кино Дикий Запад ещё полностью не исчез. В вестернах того времени в роли ковбоев всегда снимались настоящие ковбои, а в роли индейцев настоящие индейцы. Мода на «Старый Запад» началась с таких звёзд, как Буффало Билл и Том Микс.
- 10. «Человек с мегафоном» (англ. «The Man With the Megaphone»). Режиссёрами немых фильмов были различные энтузиасты, которые никогда не учились этой профессии. А съёмки немых фильмов обычно проходили в ужасном шуме и неразберихе, поскольку одновременно с записью режиссёры через мегафон руководили актёрами, при этом в одном павильоне могло сниматься несколько фильмов одновременно. И тем не менее, даже из этого хаоса режиссёрам удавалось делать интересное кино.
- 11. «Волшебство света» (англ. «Trick of the Light»). Хороший квалифицированный кинооператор мог превратить на экране обычную девушку в богиню. Кинооператоры умеющие хорошо работать со светом ценились едва ли не выше, чем сами режиссёры. У некоторых кинозвёзд были свои собственные операторы, которые знали, как правильно их нужно преподносить.
- 12. «Звёздами не рождаются» (англ. «Star Treatment»). Производители фильмов обнаружили, что фильмы со звёздами проносят большую прибыль, чем фильмы с неизвестными актёрами. Отдельной индустрией становится создание своих звёзд, появляется система кинозвёзд, откуда вышли Клара Боу, Лиллиан Гиш, Джон Гилберт. Однако, как студии могут легко зажечь новую звезду, также легко они могут её и погасить.
- 12. «Конец эры» (англ. «End of an Era»). Язык немого кино был понятным и универсальным для всего мира. Хотя эксперименты со звуковым кино проводились с 1890-х годов, эти попытки не были коммерчески успешными. Так продолжалось до тех пор, пока на экраны в 1927 году не вышел фильм «Певец джаза». Голливудская киноиндустрия теперь полностью изменилась. Жертвами новых технологий стали многие звёзды немого кино, режиссёры и продюсеры.

## Издание
В Северной Америке сериал был выпущен в 1990 году на VHS и LaserDisc компанией HBO Video. В 2006 году была попытка выпустить сериал на DVD в Великобритании, но тираж был отозван из-за проблем с авторскими правами.